# Ludvík II. Koktavý
Ludvík II. Koktavý (1. listopadu 846 – 10. dubna 879 Compiègne) z dynastie Karlovců byl druhý král Západofranské říše. Vlády se ujal po smrti svého otce, západofranského krále a římského císaře Karla II. Holého roku 877. Ještě předtím vládl v Akvitánii, kde se stal králem již roku 866 po smrti svého mladšího bratra Karla, zvaného Dítě. Ludvíkovou matkou byla Ermentruda Orleánská.

## Život
Ludvík byl korunován 8. prosince 877 Hincmarem, arcibiskupem remešským. Podruhé obdržel západofranskou korunu 7. září 877 od papeže Jana VIII. v Troyes, když se papež účastnil tamního koncilu. Protože Ludvík zemřel již na jaře následujícího roku, jeho osoba měla na ovlivnění průběhu dějin pouze malý vliv. Byl popsán jako „prostý a jemný muž, milovník míru, spravedlnosti a náboženství“. V roce 878 věnoval okolí Barcelony, Girony a Besalú Guifredovi Barcelonskému.
Ludvíkovým posledním činem byl vojenský pochod proti Vikingům, kteří sužovali Evropu. Ludvík ale byl již nemocný a nedlouho po začátku výpravy zemřel (9. nebo 10. dubna 879). Po jeho smrti si vládu nad Západofranskou říší rozdělili jeho dva synové Ludvík III. a Karloman II.
Ludvík II. Koktavý byl dvakrát ženatý. První manželka, se kterou se roku 862 oženil navzdory odporu svého otce Karla, se jmenovala Ansgarda Burgundská. Karel ale požádal papeže o anulování manželství, ten mu vyhověl a Karel II. Holý tak oženil v únoru 875 svého syna s Adélou z Frioul.